# Disco Lies
Disco Lies ist ein Lied des US-amerikanischen Musikers Moby aus dem Jahre 2008. Die erste Single seines achten Studioalbums Last Night wurde vom Interpreten selbst geschrieben und produziert.

## Musik und Text
Disco Lies ist, wie der Titel des Liedes nahelegt, ein Disco-Pop-Song, der durch einen stampfenden Beat und sowohl schnelle elektronische wie auch langsame, an Streichinstrumente erinnernde Synthesizer charakterisiert wird. Das Lied hat eine konventionelle Vers-Refrain-Struktur, wobei die zweite Hälfte bei beiden Strophen ident und noch ein zusätzliches drittes Mal zu hören ist. Shayna Steele übernimmt den Gesang, den sie insbesondere im Refrain kraftvoll zum Besten gibt. Inhaltlich dreht sich das Lied um eine missglückte Liebesbeziehung, die daran scheiterte, dass die Gefühle, die der Partner für die Ich-Erzählerin zu hegen schien, nur vorgelogen waren.

## Musikvideo
Das Musikvideo zu Disco Lies prangert die industrielle Produktion von Hühnerfleisch an und ist in zwei Versionen erschienen. Zu Beginn des Clips wird ein Küken gezeigt, welches beobachtet, wie für die Zubereitung mehreren toten Hühnern mit dem Messer Köpfe und Füße abgetrennt werden. Es vergehen zehn Jahre und das Küken aus der Anfangsszene wird nun als anthropomorpher Hahn, der einen Hut, ein Jackett und einen Spazierstock trägt, dargestellt. Er bemerkt einen Laden der Fast-Food-Kette MFC (eine Anspielung an Kentucky Fried Chicken) und stürmt hinein. Er attackiert einen Koch, der ihm sagen soll, wo sich der Mann befindet, der dafür verantwortlich zeichnet. Er deutet auf eine Türe, hinter welcher ein in seiner Optik stark an Colonel Sanders erinnernder Mann mit zwei halbnackten Frauen feiert und Hühnchen isst. Als der Hahn den Raum betritt, wird er von Bodyguards abgefangen, die er allerdings leicht überwältigt, wobei er einem von ihnen ein Auge auspickt. Inzwischen ist Sanders aus dem Restaurant geflohen, wird jedoch vom Hahn eingeholt. Dieser hat Flashbacks an die Gräueltaten, die er als Küken mit ansehen musste, und metzelt den Mann mit einem Hackebeil blutig nieder. Am Ende ist zu sehen, wie er nun zusammen mit den beiden Frauen im Restaurant sitzt, anstelle von Hühnchen jedoch den geschlachteten Sanders isst und dabei lacht. Über das ganze Video verteilt gibt es Zwischenschnitte auf die Sängerin, die das Lied in einer Diskothek vorträgt.
Da die unzensierte Version des Clips mehrere Gewaltspitzen zeigt, existiert eine zweite, entschärfte Variante. Am Anfang wird in dieser zum Beispiel nicht klar ersichtlich, was mit den toten Hühnern geschieht, bei der Augenauspickszene fehlen sämtliche Schnitte auf das herausgerissene Sehorgan und bei der Tötung von Sanders fehlt das spritzende Blut. Auch das Ende ist anders: sitzt der Hahn in der regulären Version vor einer großen Platte mit deutlich sichtbaren abgetrennten Gliedmaßen, über die er Sauce kippt, ist es in der zensierten Version eine Box, aus der eine unblutige Hand herauslugt und aus welcher er die Brille des Toten entnimmt.

## Kritik
Disco Lies erhielt gemischte bis positive Kritiken. Einigkeit bestand darin, dass das Lied vortrefflich den Musikstil vergangener Jahrzehnte einfinge, wobei die Wahrnehmung, welche Epoche das Lied imitiere, von den 1970er bis zu den 1990er reichte. Man merkte allerdings vermehrt an, dass das Lied nicht jeden Geschmack treffe, dass jegliche modernen Elemente fehlen würden und dass es darauf ankäme, ob man ihm auf der Tanzfläche begegne, wo es "unaufhaltsam" wäre. Dennoch wurde es als eines der Highlights des durchwachsen aufgenommenen Albums Last Night rezipiert.

## Erfolg
Disco Lies war nur in wenigen europäischen Ländern ein kommerzieller Erfolg. Neben Deutschland und der Schweiz, wo es die Plätze 8 und 10 erreichte, erwies es sich nur in Belgien als Top-Ten-Hit, wo es in Flandern auf Nummer 4 kletterte. In Österreich gelangte es auf Platz 21; im Heimatland des Musikers konnte es sich nicht in den Charts beweisen.